# Bataille de Kōnodai (1564)
Pour les articles homonymes, voir Bataille de Kōnodai.
Lors de la seconde bataille de Kōnodai disputée en 1564, Hōjō Ujiyasu mène ses hommes à la victoire contre Satomi Yoshihiro. Ujiyasu et Yoshihiro sont tous deux les fils de commandants de la première bataille de Kōnodai à l'issue de laquelle Hōjō Ujitsuna défait les forces combinées de Satomi Yoshitaka et Ashikaga Yoshiaki.
En infériorité numérique de 20 000 à 8 000, Satomi se retire lorsque progresse l'avant-garde des Hōjō. Mais ce n'est qu'une feinte et une tentative pour attirer son ennemi dans un piège. Cependant, Hōjō Ujiyasu a prévu un piège de ce genre et envoyé son fils Ujimasa avec une petite force pour attaquer Satomi par l'arrière tandis qu'il l'entoure. Dans la bataille qui s'ensuit, Satomi voit son fils Chokuro tué par Matsuda Yasuyoshi, un vassal des Hōjō; après la bataille, le remords d'avoir tué un si jeune garçon amène Matsuda à entrer dans les ordres.
Hōjō Ujiyasu célèbre sa victoire avec un poème :
 La conquête de l'ennemi
 Comme je le voulais à Kōnodai
 Maintenant que je vois
 Le soleil du soir de Katsuura

## Source de la traduction
- (en) Cet article est partiellement ou en totalité issu de l’article de Wikipédia en anglais intitulé « Battle of Kōnodai (1564) » (voir la liste des auteurs).